# Lindenhauptskopf
Der Lindenhauptskopf ist eine 225,5 m hohe Erhebung und befindet sich in der Flur von Dankmarshausen im Wartburgkreis in Thüringen. Naturräumlich zählt der Lindenhauptskopf zum Werratal und dem Seulingswald. Der nördliche Teil wird landwirtschaftlich genutzt.
Der Lindenhauptskopf war bereits früh besiedelt. Das flache Gipfelplateau hatte für die als Fischer und Jäger lebenden Menschen eine ideale topographische Lage. Es handelt sich dabei hauptsächlich um Wohn- und Abfallgruben vereinzelter jungsteinzeitlicher, vor allem aber eisenzeitlicher Siedlungen. Nördlich befand sich bis vor zwei Jahrhunderten der flache Seulingsee, noch heute ein Rastplatz für Zugvögel, südlich erstreckt sich die breite Talaue der Werra. Der Hügel ragt nur etwa 10 Meter über den Talgrund, war aber hochwassergeschützt. Das in der DDR-Zeit durch seine Grenzlage unzugängliche Gebiet entwickelte sich zu einem Rückzugsraum bedrohter Tierarten. Nach der Wende wurde das bereits auf hessischer Seite entstandene Naturschutzgebiet durch die Ausweisung des Naturschutzgebietes Dankmarshäuser Rhäden beträchtlich erweitert. Besucher finden entlang des Rundwanderweges mehrere Beobachtungstürme und einen Informationspavillon auf dem Lindenhauptskopf mit Schautafeln zum Naturschutzgebiet und der frühen Besiedlungsgeschichte.